# Enric Millo
Josep Enric Millo i Rocher, né à Terrassa le 24 novembre 1960, est un homme politique espagnol, actuellement membre du Parti populaire catalan (PPC).

## Biographie

### Études et vie professionnelle
Il est diplômé en sciences économiques et entrepreneuriat de l’Université autonome de Barcelone. Il enseigne dans ce même domaine à l’Université polytechnique de Catalogne (1987-1988) et à l'École supérieure de tourisme de Barcelone (1987-1989). Il est délégué territorial du Département de travail de la Généralité de Catalogne à Gérone entre 1991 et 1995.

### Vie politique
Il commence sa carrière politique comme dirigeant d’Union démocratique de Catalogne. Il est député au Parlement de Catalogne aux 5e, 6e, 7e et 9e législatures, tout d'abord pour la coalition Convergència i Unió (1995-2003), dont il est parte-parole adjoint du groupe parlementaire entre 1999 et 2003. Il rejoint le Parti populaire espagnol en 2003, lorsque le parti décide qu'il ne sera pas tête de liste pour la circonscription de Gérone. Cette adhésion fait suite à une tentative infructueuse pour intégrer les listes d’Esquerra Republicana de Catalunya,.
Il est membre du comité directeur du PPC depuis 2004, secrétaire exécutif de communication interne du PPC en 2006 et président de la section du PPC de Gérone depuis 2008. En 2010, il est tête de liste de ce même parti pour la circonscription de Gérone aux élections au Parlement de Catalogne.
Le 30 avril 2019, il est nommé secrétaire général à l'Action extérieure de la Junte d'Andalousie présidée par Juan Manuel Moreno.